# Morgan Stanley
Morgan Stanley är en amerikansk investmentbank, grundad 1935. Banken verkar globalt och har sitt högkvarter i New York. Företagets kunder är en bred grupp av företag, regeringar, finansiella institutioner och individer. Koncernen har 600 kontor i 33 länder, och personalstyrkan är 55 256 personer. Företaget rapporterar att det hanterar cirka 800 miljarder dollar i tillgångar åt sina kunder.

## Historik

### De tidiga åren
Morgan Stanley grundades 1935 av Henry Morgan och Harold Stanley som en separat aktör från J.P. Morgan & Co. i och med lagen Glass-Steagall Act, där lagen krävde att bankerna fick inte äga värdepappersföretag.

### 1990-talet och framåt

#### Namnbyten och tapp av kompetens
1996 köpte Morgan Stanley upp Van Kampen American Capital. Den 5 februari 1997 slogs bolaget ihop med Dean Witter Reynolds och Discover & Co. Det ihopslagna företaget marknadsförde sig som "Morgan Stanley Dean Witter Discover & Co." fram till 1998 då de bytte namn till "Morgan Stanley Dean Witter & Co.". 1999 köpte de upp AB Asesores of Spain och gick även in på den indiska marknaden i en samriskföretag med JM Financials. 2001 bytte de namn igen, till det kortare "Morgan Stanley". Under de här åren förlorades också en del kompetens på grund av en ledningskris, vilket bidrog till att den dåvarande styrelseordföranden Philip Purcell blev uppsagd år 2005. 

#### Banken under finanskrisen (2008 och framåt)
Den 21 september 2008 meddelade Federal Reserve att man tillåter banken att byta skepnad från investmentbank till bank holding company, för att klara den pågående finanskrisen.  Den 22 september 2008 meddelade Mitsubishi UFJ Financial Group, Japans tredje största bank, att man kommer att köpa stora andelar aktier i företaget, för att bilda en stark allians.

## Samarbete med högskolor och universitet
Företaget är en av medlemmarna, benämnda Partners, i Handelshögskolan i Stockholms partnerprogram för företag som bidrar finansiellt till högskolan och nära samarbetar med den vad gäller forskning och utbildning.